# Yūji Iwahara
Yūji Iwahara (jap. 岩原 裕二, Iwahara Yūji; * vor 1994 in Memanbetsu, Hokkaidō, Japan) ist ein japanischer Manga-Zeichner.

## Leben
Nach Abschluss seines Kunststudiums wollte er einer Videospielfirma beitreten. In den 90er-Jahren sandte er dem Manga-Magazin Afternoon einen Manga ein und erhielt dafür 1994 den renommierten Shiki-Preis für ein „gutes Werk“. Im selben Jahr wurden unter anderem auch Hitoshi Ashinano (Yokohama Kaidashi Kikō) und Tsutomu Nihei (Blame!) ausgezeichnet. 1995 nahm er erneut teil, ebenso in den Jahren 1996 und 1997. In diesen Jahren gewann er jeweils den Hauptpreis und seine 1996 und 1997 eingesandten Werke Hebi und Ōkami no Hitomi erschienen im Oktober 1996 und im Februar 1997 auch im Afternoon. Die nächste Veröffentlichung, eine weitere Kurzgeschichte, folgte im Juli 1998 mit Tetsu no Seiki im RPG Magazine.
Seinen ersten längeren Manga veröffentlichte er allerdings erst ab Juli 1999, als er das erste Kapitel seiner lose auf einem Videospiel basierenden Manga-Serie Koudelka im Ace-Next-Magazin veröffentlichte. Koudelka spielt im Jahr 1899 und erzählt von einem zwanzigjährigen Mädchen, das aus einer Nervenheilanstalt ausbricht und auf der Flucht auf Joshua trifft, der mit ihr nach London geht, wo sich Seltsames ereignet. Iwahara schloss den ungefähr 500-seitigen Manga im September 2000 ab, um sich einem anderen Projekten zu widmen: Chikyū Misaki, das von 2000 bis 2001 ebenfalls im Ace Next veröffentlicht wurde und im Gegensatz zu Iwaharas vorherigem Werk viel mit Niedlichkeit arbeitete, aber auch einige ernstere Szenen beinhaltete. Seine drei kurzen Erstveröffentlichungen von 1996 bis 1998 brachte der Kadokawa-Shoten-Verlag 2001 zudem als Sammelband heraus.
Nachdem der Zeichner, der bei seinen Illustrationen hauptsächlich mit dem Computer arbeitet, die beiden Serien beendet hatte, wechselte er den Verlag und zeichnete König der Dornen, seinen Durchbruch in Japan. Der Fantasy-Manga, der von der Bedrohung der Menschheit durch eine merkwürdige Krankheit und das Überleben einer kleinen Gruppe erzählt, ist Iwaharas erstes Werk, das ins Deutsche übersetzt worden ist. Zuvor waren Chikyu Misaki bereits in den USA und Koudelka in Italien erschienen. Während und nach der Veröffentlichung von König der Dornen, seinem mit über 900 Seiten bislang längsten Manga, zeichnete er immer wieder auch kürzere Comics für verschiedene Magazine, so beispielsweise die beiden vierseitigen Arbeiten Hyōchaku buttai X für Champion RED und Yōkoso! Meitō yanagi no yu für Comic Dengeki Daiō sowie das 32 Seiten umfassende Keita no tsuri für Comic Beam. Yuji Iwahara illustrierte auch Videospiele und Romane. Nach dem für seinen alten Verlag Kadokawa Shoten entstandenen Gakuen Sōsei: Nekoten! erscheint seit 2011 Dimension W bei Square Enix. Dimension W erscheint seit April 2016 bei Kazé Manga.

## Werke
- Hebi (蛇), 1996
- Ōkami no Hitomi (狼の瞳), 1997
- Tetsu no Seiki (鉄の世紀), 1998
- Koudelka (クーデルカ, Kūderuka), 1999–2000
- Chikyū Misaki (地球美紗樹), 2001–2002
- König der Dornen (いばらの王, ibara no ō), 2002–2005
- Hyōchaku buttai X (漂着物体X), 2004
- Yōkoso! Meitō yanagi no yu (ようこそ! 名湯柳の湯.), 2005
- Keita no tsuri (ケイタの釣り), 2006
- Gakuen Sōsei: Nekoten! (学園創世 猫天!), 2006–2008
- Dimension W (ディメンションW), 2011–2019